# 그단스크 시청사

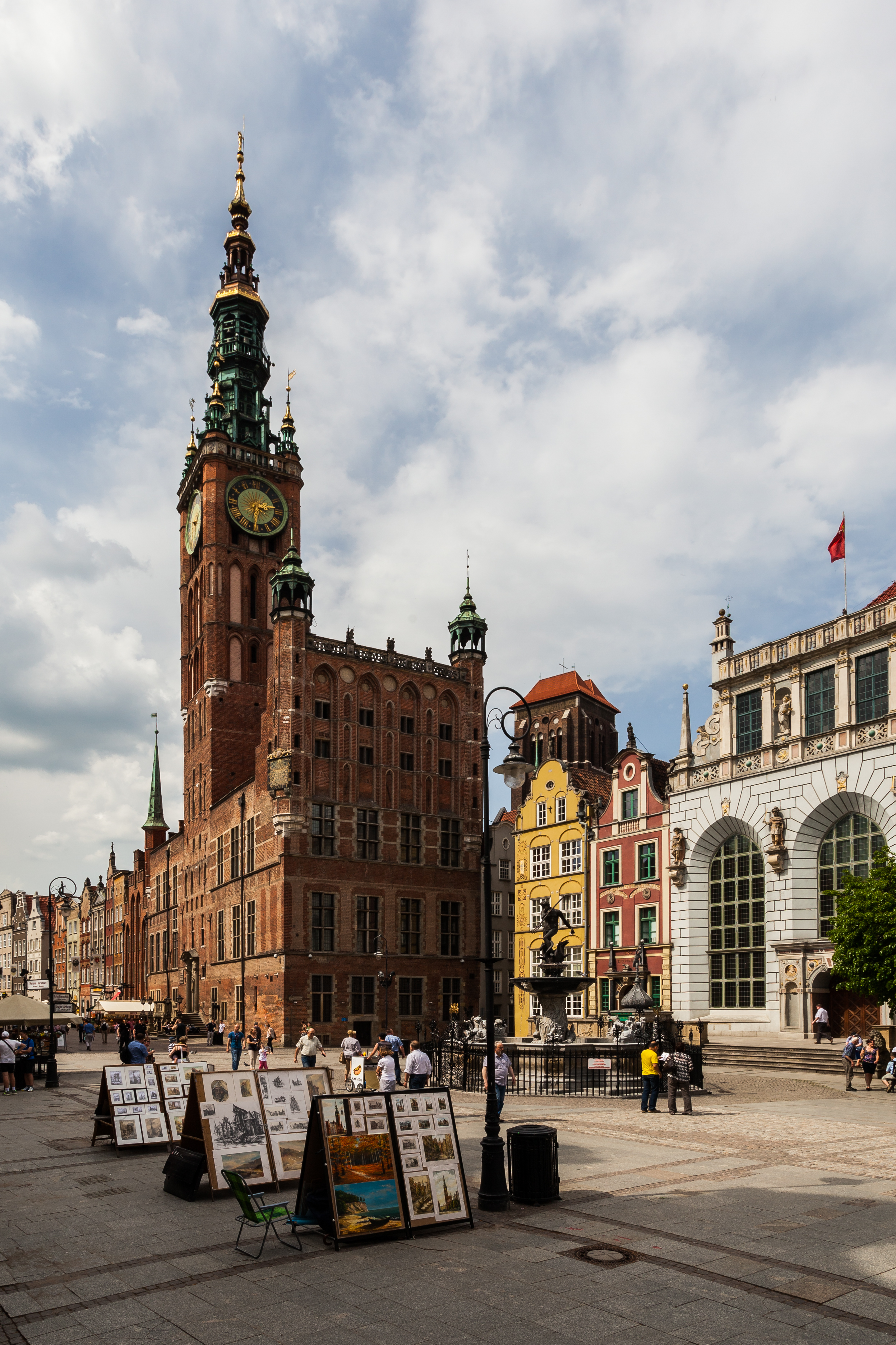
그단스크 시청사

그단스크 시청사(폴란드어: Ratusz Głównego Miasta w Gdańsku)은 폴란드 포모제주 그단스크에 있는 건물이다. 고딕 및 르네상스 건물로, 도시의 이 지역에서 가장 대표적인 경로인 왕의 길 전경을 한눈에 볼 수 있다. 시청사에는 그단스크 박물관도 들어서 있다.